# Bodziszek Endressa

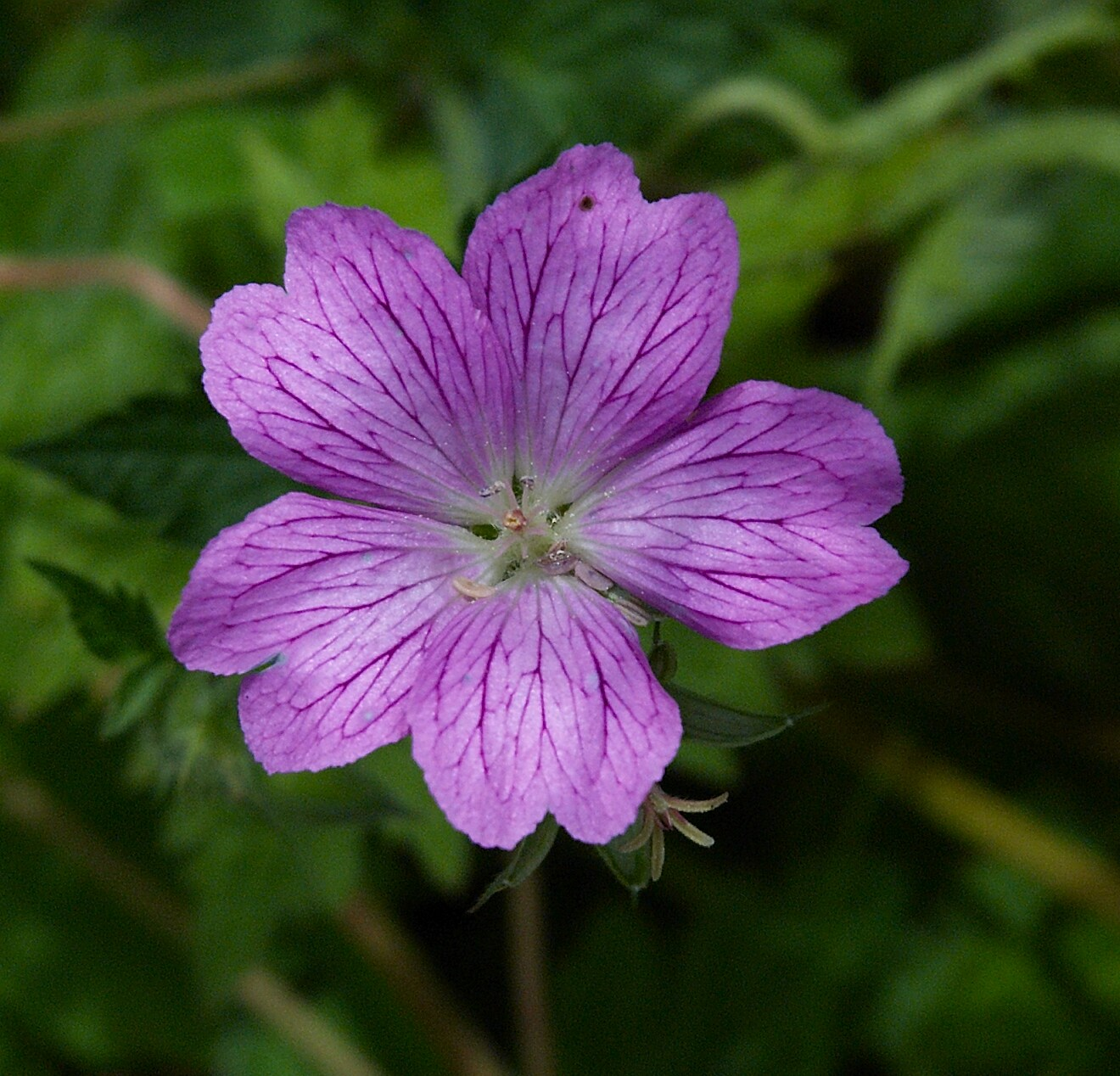
Kwiat bodziszka Endressa

Bodziszek Endressa (Geranium endressii) – gatunek byliny z rodziny bodziszkowatych (Geraniaceae). 
W naturalnym środowisku występuje w zachodnich Pirenejach w Hiszpanii. Stosowany jako roślina okrywowa na stanowiskach pół-cienistych. Geranium endressii jest rośliną wieloletnią i mrozoodporną. Kwiaty mają barwę delikatnego różu z czerwonymi żyłkami.